# Österreichischer Staatsmeister

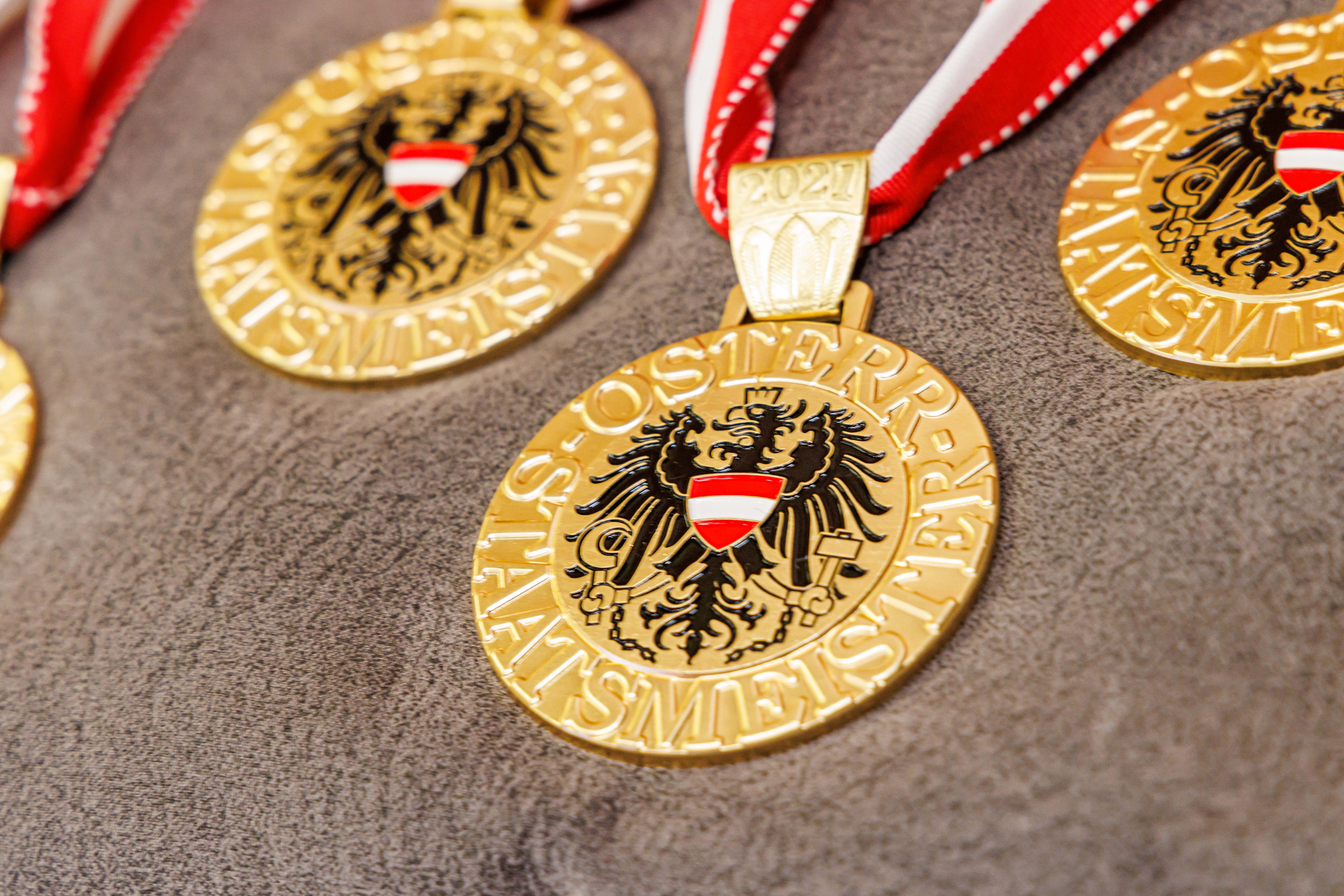
Goldmedaillen der Österreichischen Staatsmeisterschaft (2021)

Österreichischer Staatsmeister ist die Bezeichnung für den Sieger in der allgemeinen Klasse bei Mannschafts- oder Einzelwettkämpfen bei nationalen Sportwettbewerben in Österreich, welche von der Österreichischen Bundes-Sportorganisation anerkannt sein müssen.